# Rio Bom
Rio Bom là một đô thị thuộc bang Paraná, Brasil. Đô thị này có diện tích 177,836 km², dân số năm 2007 là 3319 người, mật độ 17,2 người/km².